# Старк, Александр Оскарович
Александр Оскарович Старк (24 августа 1878, Гельсингфорс, Великое княжество Финляндское — 11 ноября 1922, Хельсинки, Финляндия) — русский морской офицер, участник Цусимского похода и сражения. Сын адмирала Оскара Викторовича Старка. Потомок шотландского хайлендерского (горского) клана Робертсон (септ Старк).

## Биография
Потомок шотландского хайлендерского (горского) клана Робертсон (септ Старк). Сын адмирала О. В. Старка. Братья - морские офицеры Фёдор (1876), капитан 1-го ранга,  Владимир (1891).  
- 1894 г. — Вступил в службу.
- 1897 г. — Окончил Морской кадетский корпус.
- 15 сентября 1897 г. — мичман (ВП № 148).
- 1898—1902 г. — в заграничном плавании на судах Эскадры Тихого океана.
- 14 апреля 1902 г. — лейтенант (ВП № 400).
- 1903—1904 гг. — в заграничном плавании на крейсере «Дмитрий Донской».
- 11 июня 1907 г. — старший лейтенант (пр. ФМВ № 132).
- 1907—1908 гг. — командующий миноносцем «Пылкий».
- 27 августа 1908 г. — старший офицер минного заградителя «Енисей».
- 26 апреля 1910 г. — командующий эсминцем «Видный».
- 25 марта 1912 г. — капитан 2-го ранга (ВП № 1100).
- 22 апреля 1913 г. — командир транспорта «Рига».
- 8 сентября 1914 г. — командир эсминца «Донской казак»[1].
- 6 июня 1916 г. — капитан 1-го ранга (ВП № 1660).
- 16 ноября 1916 г. — начальник 1-го дивизиона сторожевых судов Балтийского моря.
- 6 ноября 1917 г. — командир крейсера «Баян». Отстранен командой перед Ледовым походом.
- 30 апреля 1918 г. — уволен в отставку.

Скончался 11 ноября 1922 года в Хельсинки, похоронен на Ильинском православном кладбище в Хельсинки в районе Лапинлахти.

## Награды
- Бронзовая медаль в память военных событий в Китае 1900—1901 гг. (1902)
- Светло-бронзовая медаль в память о Русско-японской войне 1904—1905 гг. (1906)
- Золотое оружие «за храбрость» (08.01.1907)
- Орден святой Анны 3-й степени (1907)
- Темно-бронзовая медаль в память плавания вокруг Африки 2-й Тихоокеанской эскадры под командованием Генерал-Адъютанта Рожественского (1907)
- Золотой знак об окончании курсов Морского Корпуса (1910)
- Орден святого Станислава 2-й степени (06.12.1911)
- Светло-бронзовая медаль в память 300-летия царствования Дома Романовых (1913)
- Орден святой Анны 2-й степени (06.12.1913)
- Орден святого Владимира 4-й степени с бантом за 18 кампаний (22.09.1914)
- Светло-бронзовая медаль в память 200-летия Гангутского сражения (1915)
- Мечи к ордену святого Владимира 4-й степени (05.10.1915)
- Мечи к ордену святой Анны 2-й степени (31.03.1916)
- Тунисский орден Нишан-Ифтикар офицерского креста (1904)
- Персидский орден Льва и Солнца 2-й степени (1908)